# 물루야강

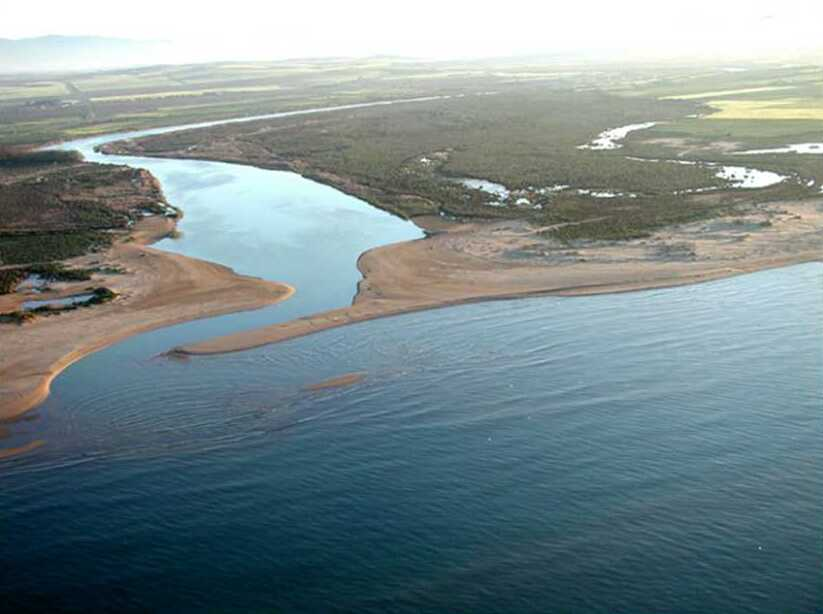
물루야강

물루야강(와디 물루야, 아랍어: 그리스어: وادي ملوية)은 모로코에 위치한 520 킬로미터 (320 mi)의 긴 강이다. 미들아틀라스주의 즈벨아야치산에 수원이 자리잡고 있다. 수맥은 사이디아 인근의 지중해 연안 지역의 35.1228°N 2.3367°W에서 끊어진다.
물루야강의 수위는 변동이 잦다. 물루야 강은 관개에 쓰이며 하산 2세 댐과 모하메드 5세 댐에 이용되었다.